# Volkswagen L80

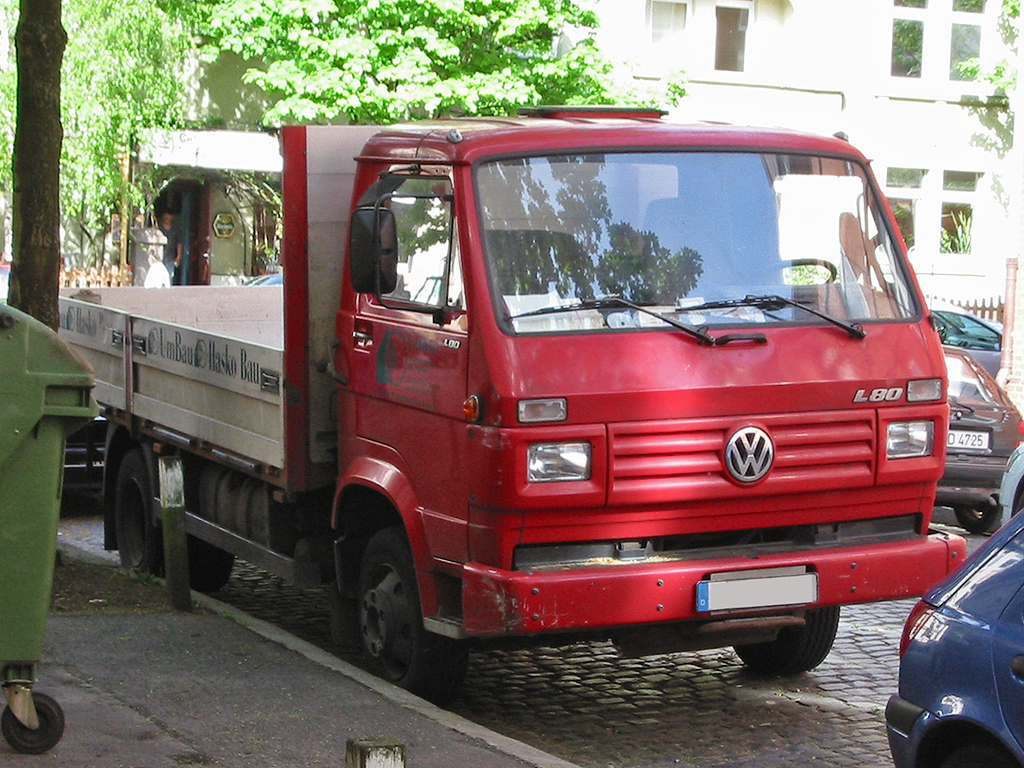
Volkswagen L80

Volkswagen L80 är en lastbils-serie tillverkad i Brasilien. Bilen utvecklades gemensamt av Volkswagen i Wolfsburg och det brasilianska dotterföretaget Volkswagen do Brasil.